# 小說中的冥王星

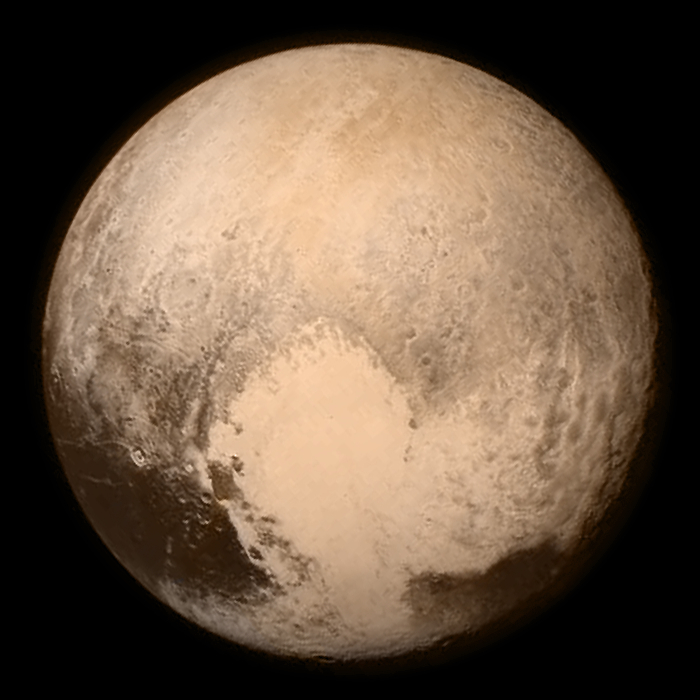
新視野號在2015年7月13日所拍攝的冥王星彩色照片。

冥王星廣泛地出現在科幻小說與流行文化的虛構作品中。冥王星在1930年發現之初被歸類為行星，直到2006年新的IAU行星定義才將其降級為矮行星，當時引發相當多的關注。

## 文學
- 在洛夫克拉夫特的中篇小說《暗夜呢喃》（或譯《黑暗中的低語》）（1931年）和其他克蘇魯神話故事中，冥王星被稱為「猶格斯星」。洛夫克拉夫特在冥王星被發現之前，就已經形成了猶格斯星的概念。然而，就在他寫作《暗夜呢喃》期間，冥王星恰巧被發現了。小說中，一個虛構的外星種族米·戈在那裏建立基地。儘管如此，在一些故事中，猶格斯星被認為是冥王星之外的一個巨大行星，公轉軌道垂直於黃道。
- 司坦敦·A·柯布蘭茲（英语：Stanton A. Coblentz）的短篇〈In Plutonian Depths〉（《Wonder Stories》季刊，1931年），是第一部以這個新發現的行星為主題並以此為名的故事。
- 斯坦利·G·溫鮑姆的小說《紅妖精（英语：The Red Peri）》（1935年），書名的意思是星際海盜在冥王星上的秘密基地。
- 《宇宙工程師》（1939年、1950年），這部克利福德·D·西馬克的小說中，冥王星上有人類的基地。
- 《第一透鏡人（英语：First Lensman）》（1950年），E. E. "Doc" Smith著。有外星人在冥王星上殖民，卻沒有發現地球有生命存在。
- 《Sky Lift》（1953年），羅伯特·海萊因著。一個飛行員在慈善任務中以9G從水星飛到冥王星。
- 《Andromeda》（1957年），Ivan Efremov著。冥王星被描述成是一個太陽系外行星，主要由冰構成。小說還簡要提到，地面探險隊發現了古代外星建築的遺跡。
- 少年小說《Have Space Suit—Will Travel》（1958），羅伯特·海萊因著。冥王星被外星人用來當作探索地球的前進基地。在海萊因的《星艦戰將》（1959年）中，人族聯盟在冥王星附近的一個研究站被敵人的行動破壞。
- 《World of Ptavvs》（1966年），拉瑞·尼文著。冥王星被認為曾經是海王星的衛星，直到一艘星際飛船進行亞光速飛行時，使它逃逸出了軌道。故事中當核融合太空船降落在冥王星時，導致冰凍甲烷，氧等物質釋放，最後整個星球被火焰吞沒。
- 短篇《等待脫困》（Wait It Out）（1968年），拉瑞·尼文著。當中一個太空人被困在冥王星，雖然生還下來，身體卻發生了奇妙的變化。
- 《Passage to Pluto》（1973年），Hugh Walters的《Chris Godfrey of U.N.E.X.A.》系列中第14本。對冥王星的探測發現附近有一顆高密度的行星，飛行員將它命名為X行星，並且發現它將要毀滅太陽系。
- 小說《無盡的戰爭》（Forever War）（1974年），Joe Haldeman著。當中有在冥王星進行部隊戰鬥訓練。
- 短篇《The Borderland of Sol》（1975年）, Larry Niven著。公元2640年，冥王星被認為是脫離了海王星的衛星。而太陽系的外行星依序是海王星，Persephone, Caïna, Antenora, and Ptolemea，Judecca 之名則是先為下一次的發現保留。
- 《星之繼承者》（Inherit the Stars）（1977年），《Gentle Giants》系列的第一部，詹姆斯·霍根著。冥王星原來是行星密涅瓦的遺骸，那個在五萬年前爆炸形成小行星帶的行星。
- 《Good-Bye, Robinson Crusoe》（1977年） ，John Varley著。這個時代降臨的故事設定在冥王星，一個男孩發現他自己是冥王星的財政部長的複製。
- 《Skyway Trilogy》（1983年），John DeChancie著。冥王星是我們太陽系的次元出入口，連接星系間的"高速公路"。
- 小說《冰柱之謎》（Icehenge）（1985年），金·史丹利·羅賓遜著。冥王星的北極發現了一個神秘的紀念碑。
- 《Vacuum Diagrams》（2001年）， 斯蒂芬·巴科斯特的選集。在《Goose Summer》的故事中， Frank Poole的蟲洞系統的入口被放置在冥王星的軌道，當某次調查隊要前往時，入口發生了故障，兩個女探險家只好迫降。之後發現冥王星藏有雪花般的生命，在近日點時繁殖，從冥王星的衛星凱倫，送出"蜘蛛網"的絲，在冥王星表面播種。
- 小說《The Sunborn》（2006年），Gregory Benford著。對冥王星的第一次調查任務，發現了有智慧生物在-185°C下，生活在液態氮海洋的岸邊。這些生命形式被發現在進行一種磁性實體生活在太陽駐點的實驗。
- 《Before Dishonor》（2007年），《銀河飛龍》系列小說，Peter David著。一艘巨大博格太空船為了在到達地球軌道前獲取資源， "消化" 了才剛被重新分類的冥王星和他的衛星凱倫, Nix和Hydra。一個角色隱晦地提到，經過過去幾個世紀的上上下下，該如何分類冥王星的問題已經不存在了。
- 小說《Percival's Planet》（2010年），Michael Byers著。戲劇化地描寫了克萊德·湯博在1930年對冥王星的尋找與發現。
- 短篇小說《The Man Who…》 （2012年），Simon Petrie著。彗星礦工們接近冥王星/凱倫系統，發現了冥衛四有些異常，冥衛四在故事中稱為Erebus。

## 外部連結
- Pluto in Science Fiction bibliography （页面存档备份，存于）